# Astetholida lucida
Astetholida lucida är en skalbaggsart som beskrevs av Thomas Broun 1880. Astetholida lucida ingår i släktet Astetholida och familjen långhorningar. Inga underarter finns listade.